# Destino Eurovisión
Destino Eurovisión es el título que adoptó en 2003, 2004, 2011, 2013 y 2021 la gala de preselección española para el Festival de la Canción de Eurovisión.

## Formato
La gala comenzó a emitirse el 1 de abril de 2003. Las dos primeras ediciones del programa, correspondientes a 2003 y 2004 no tenía por objeto seleccionar la canción que representaría a TVE en el Festival, pues esta ya se había elegido en el programa Operación Triunfo. Por el contrario, se pretendía acercar la realidad del Festival a los espectadores, con un repaso por su historia y anécdotas sobre la organización. Producidas por Gestmusic, en 2003 fue presentado por Carlos Lozano y en 2004 por Ismael Agudo.
TVE no recuperó el título Destino Eurovisión hasta 2011. Con Destino Eurovisión 2011, presentado por Anne Igartiburu, el programa se usó para seleccionar al representante español en el Eurofestival, que finalmente fue Lucía Pérez con «Que me quiten lo bailao».
Por otro lado, el 28 de febrero de 2013, con presentación de Carolina Ferre, se emitió El Sueño de Morfeo, destino Eurovisión para elegir el tema que llevaría el grupo al festival. La canción ganadora fue «Contigo hasta el final».
Finalmente, Tony Aguilar y Julia Varela condujeron una gala con el mismo nombre el 20 de febrero de 2021. En ella se decidiría si Blas Cantó interpretaría en el festival «Memoria» o «Voy a quedarme», resultando esta última la elegida.

## Equipo

### Presentador
| Edición         | 1    | 2    | 3    | 4    | 5    |
| Año             | 2003 | 2004 | 2011 | 2013 | 2021 |
| --------------- | ---- | ---- | ---- | ---- | ---- |
| Carlos Lozano   |      |      |      |      |      |
| Ismael Agudo    |      |      |      |      |      |
| Anne Igartiburu |      |      |      |      |      |
| Carolina Ferre  |      |      |      |      |      |
| Tony Aguilar    |      |      |      |      |      |
| Julia Varela    |      |      |      |      |      |

## Audiencias
| Programa | Fecha      | Día       | Características del programa           | Espectadores | Share |
| -------- | ---------- | --------- | -------------------------------------- | ------------ | ----- |
| 01       | 01/04/2003 | Martes    | Destino Eurovisión 2003                |              |       |
| 02       | 28/04/2004 | Miércoles | Destino Eurovisión 2004                | 1 918 000    | 14,6% |
| 03       | 18/02/2011 | Viernes   | Destino Eurovisión 2011                | 1 603 000    | 9,0%  |
| 04       | 26/02/2013 | Martes    | El Sueño de Morfeo, destino Eurovisión | 1 134 000    | 6,0%  |
| 05       | 20/02/2021 | Sábado    | Destino Eurovisión 2021                | 969 000      | 6,1%  |